# Приклонский, Александр Григорьевич
Александр Григорьевич Приклонский (1791—1855) — губернатор Костромской губернии, действительный статский советник; прадед Патриарха Московского и Всея Руси Алексия I.

## Биография
Происходил из потомственных дворян Приклонских, внесённых в 1809 году в VI часть Дворянской родословной книги Рязанской губернии. Родился 6 (17) декабря 1791 года в семье отставного прапорщика гвардии Григория Григорьевича Приклонского (1768 — до 1835), по заслугам которого и было получено дворянство; мать — Вера Александровна, урождённая Дурова. В 1809 году за отцом числилось 257 мужских и 261 женских душ в сельце Полтево Рязанского уезда.
Вступил в службу 26 марта 1808 года, унтер-офицером в Тамбовский пехотный полк; 25 июля был произведён в портупей-прапорщики. Участвовал в боях войны пятой коалиции, против австрийских войск в Галиции под командованием генерала от инфантерии князя Голицына; за отличие был произведён в подпоручики и награжден орденом Св. Анны 4-й ст. (16.11.1812). Затем участвовал в русско-турецкой войне: в Молдавии с 27 декабря 1809 года, в 1810 году – в Валахии и Болгарии; 22 мая – при взятии Базарджика; 26 мая – при взятии г. Коварны; 30 мая – у крепости Варны; 23 июля – у Шумлы; 16 и 26 августа – при Батине; 17 сентября – при взятии Никополя; утверждается даже, что за отличие в сражении он был награждён (23.06.1810) орденом Св. Георгия 4-й степени.[уточнить]
В начале войны 1812 года участвовал в разгроме русскими войсками противника в битве при Кобрине; затем был в сражении при Городечне При отступлении французских войск был в сражении на Березине; до 1 декабря – преследовал неприятеля до Вильны.
Затем участвовал в Заграничном походе: с 16 января по 5 апреля 1813 – при блокаде Торна; 7 мая – при взятии Кёнигсберга; 8 и 9 мая – под Бауценом, где получил сильную контузию от пули в грудь, но не покинул место сражения; 7 августа – при д. Зибен-Эйхен; 9 августа – близ Левенберга; 11 августа – под Кольбергом; 14 августа – в сражении на реке Кацбах; 17 августа – в сражении под Левенбергом; 23 сентября – близ Дрездена; 26 сентября – при д. Дюрабель; 11.01.1814 – при взятии г. Линьи; 13 января – при Сен-Дизье; 17 января – при Бриен-ле-Шато; 20 января – при Ла-ротье; 28 января – при Лафере; 30 января – при Монмирайле; 31 января – при Шато-Тьерри; 10 февраля – при Мери-сюр-Сене; 23 февраля при Краоне; 25 февраля – при Лаоне; 21 марта – при Париже. С 5 августа 1813 года был старшим адъютантом в 6-м пехотном корпусе; 17 августа был произведён в поручики. Со 2 апреля 1814 года — в лейб-гвардии Литовском полку, 5 апреля 1815 года — в лейб-гвардии Московском полку
Был награждён орденом Св. Владимира 4-й степени с бантом (20.01.1814); 20 апреля 1816 года был назначен адъютантом к генерал-лейтенанту князю Щербатову; произведён в штабс-капитаны (26.01.1818), затем — в капитаны (26.12.1818). Был переведён 14 августа 1819 года подполковником в 1-й Егерский полк; 24 февраля 1820 года уволен по домашним обстоятельствам.
В марте 1827 года был определён в корпус жандармов; с 1 января 1830 года — полковник.
С 15 августа 1833 года был переименован в действительные статские советники назначен Костромским губернатором. При нём было начато дело сооружения Памятника Ивану Сусанину: проведён конкурс проектов и утверждён выбранный — скульптора Демут-Малиновского. Был награждён орденом Св. Владимира 3-й степени 9 октября 1834 года.
В 1836 году за ним числилось 100 душ в Рязанской губернии; 566 душ в Костромском уезде и 217 душ в Нерехтском уезде Костромской губернии; 14 душ в Шуйском уезде Владимирской губернии.
Умер 18 (30) августа 1855 года. Похоронен на Ваганьковском кладбище, вместе с женой.

## Семья
В первом браке у него родились два сына и дочь: Александр (1819—?), Константин (1820—?), Любовь (1822—?).
Во второй раз он женился на дочери надворного советника Надежде Николаевне Нееловой (? — 04.05.1859). В этом браке родились:
- Варвара (29.10.1829 — 24.07.1862), была замужем за славянофилом А. А. Пороховщиковым; их дочь, Ольга Александровна (1857—1922), стала матерью будущего Патриарха Московского и Всея Руси Алексия I.
- Иван (25.05.1831—?)
- Николай (26.05.1835—?)
- Надежда (1840—?)[6]